# Redneck

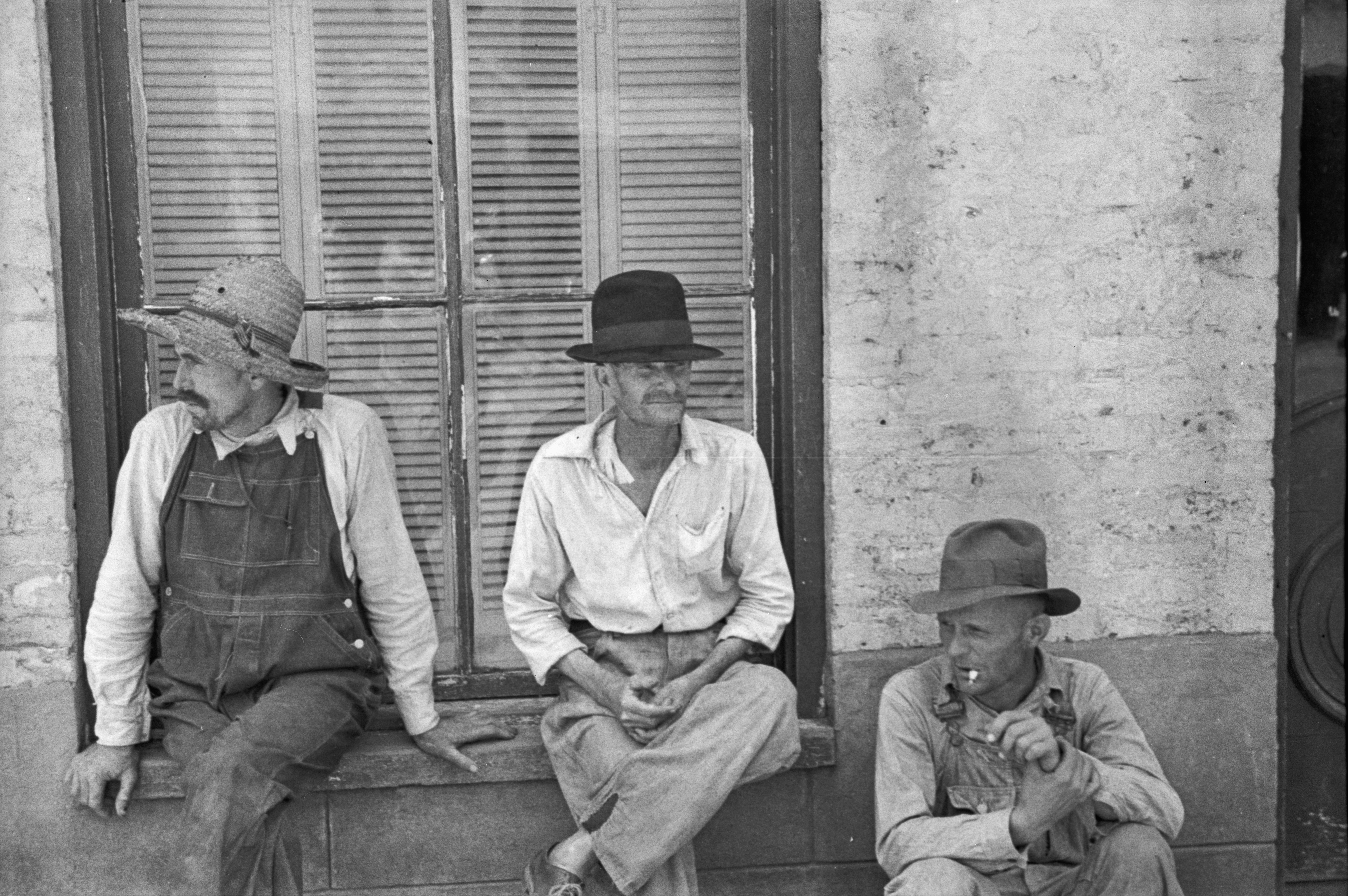
Pěstitelé bavlny v Alabamě, 1936

Redneck (doslova "rudý krk") je označení pro chudého bílého obyvatele jižní části Spojených států amerických, nejčastěji venkovana (původně často jen farmáře). Většinou je vnímáno hanlivě, podobně jako české "vidlák". Jako "rednecks" bývají označováni málo liberálně smýšlející  běloši z Jihu, jejichž chování je "buranské" či "hulvátské". Další vlastností přisuzovanou redneckům je ultrakonzervativnost a bigotnost. Někteří jižané ovšem označení redneck vzali za své a s hrdostí se tak sami nazývají.

## Etymologie
Obecně přijímanou teorií o vzniku termínu redneck je, že farmáři z Jihu měli spálenou kůži na zadní části krku, jak pracovali po celý den venku na polích. Dle jazykovědce Sterlinga Eisimingera může za vzrůst užívanosti termínu redneck rozšíření pelagry v zemědělských oblastech Států v údobí velké hospodářské krize na začátku 30. let 20. století. Prvními příznaky této nemoci z avitaminózy je totiž i zanícená, červená kůže.